# 521
Cette page concerne l'année 521  du calendrier julien. Pour l'année 521 av. J.-C., voir 521 av. J.-C. Pour le nombre 521, voir 521 (nombre).
L'année 521 est une année commune qui commence un vendredi.

## Événements
- 1er janvier : début du premier consulat de Justinien[1].
- 2 février : l'empereur Justin instaure la fête de l'Hypapante[1].

## Naissances en 521
- 7 décembre : Colomba, religieux fondateur du monastère d'Iona[2].

## Décès en 521
- 17 juillet : Ennode, évêque de Pavie.
- 29 novembre : Jacques, évêque de Saroug.

- Théodore et Procule, évêque de Tours.